# PRIDE.27
PRIDE.27 TRIUMPHAL RETURN（プライド・トゥウェンティセブン トライアンファル・リターン）は、日本の総合格闘技イベント「PRIDE」の大会の一つ。2004年（平成16年）2月1日、大阪府大阪市の大阪城ホールで開催された。海外PPVでの大会名は「PRIDE 27: Inferno」。
サブタイトル「TRIUMPHAL RETURN」は、「凱旋」の意。

## 大会概要
ヘビー級グランプリを見据えたミルコ・クロコップが、苦手タイプと言われたロン・ウォーターマンにKO勝ち。
「PRIDE GP サバイバルマッチ」として、ヘビー級グランプリ出場査定試合が4試合行われた。

## 試合結果
第1試合 PRIDE GP サバイバルマッチ 1R10分、2・3R5分
○  イゴール・ボブチャンチン vs.  ダン・ボビッシュ ×
2R 1:45 TKO（レフェリーストップ：マウントパンチ）
第2試合 PRIDE GP サバイバルマッチ 1R10分、2・3R5分
○  セルゲイ・ハリトーノフ vs.  LA・ジャイアント ×
1R 1:23 腕ひしぎ十字固め
第3試合 PRIDEルール 1R10分、2・3R5分
○  ムリーロ・ニンジャ vs.  アレクサンダー大塚 ×
1R 5:25 肩固め
第4試合 PRIDEルール 1R10分、2・3R5分
○  中村和裕 vs.  ドス・カラスJr ×
3R終了 判定3-0
第5試合 PRIDE GP サバイバルマッチ 1R10分、2・3R5分
○  山本宜久 vs.  マーク・ケアー ×
1R 0:40 TKO（レフェリーストップ：パウンド）
第6試合 PRIDE GP サバイバルマッチ 1R10分、2・3R5分
○  ヒース・ヒーリング vs.  ガン・マッギー ×
3R終了 判定2-1
第7試合 PRIDEルール 1R10分、2・3R5分
○  ミルコ・クロコップ vs.  ロン・ウォーターマン ×
1R 4:37 KO（サッカーボールキック）